# Vládní vojsko

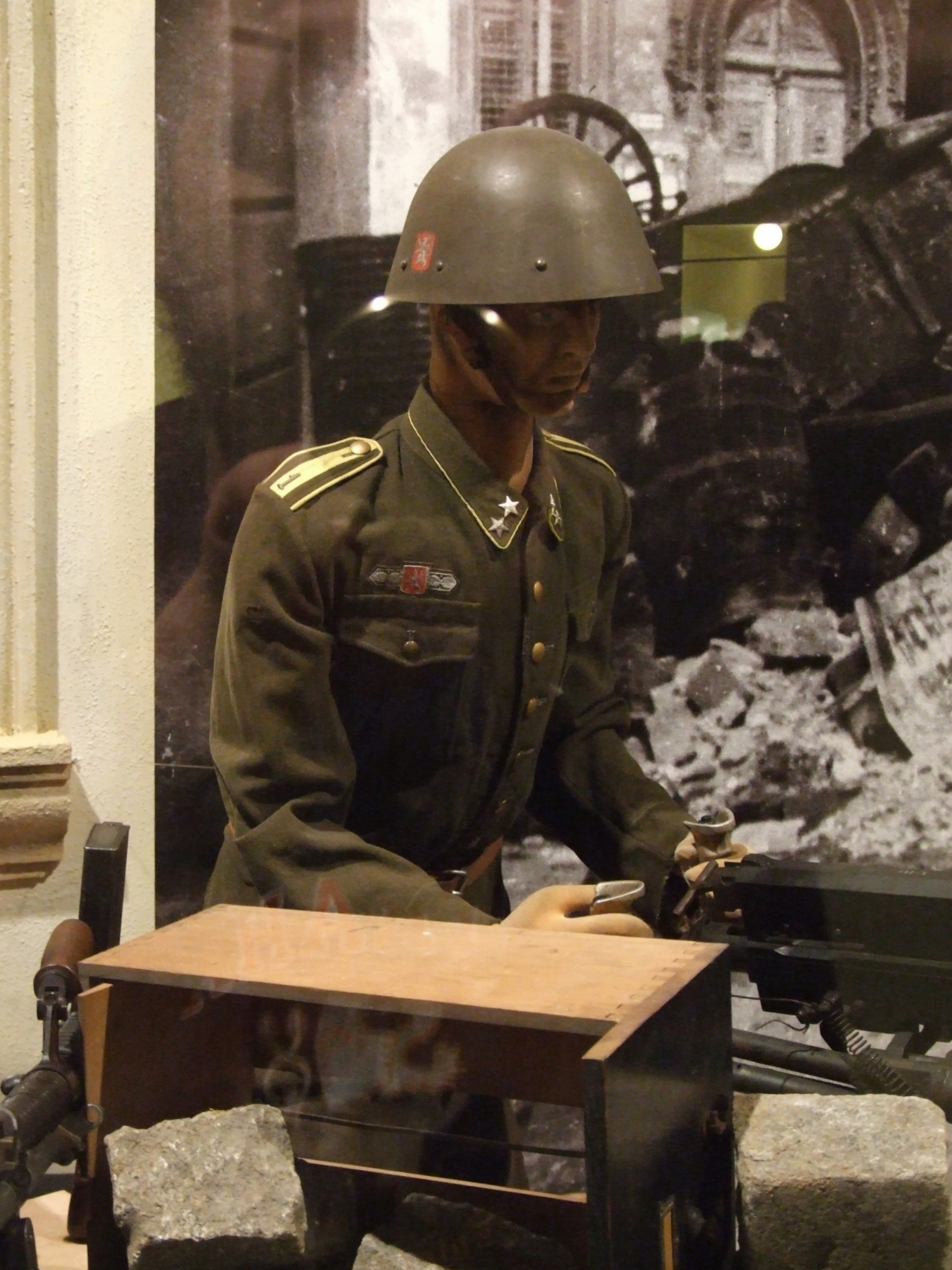
Uniform för Vládní vojsko.

Vládní vojsko (tyska: Regierungstruppe des Protektorats Böhmen und Mähren) var protektoratet Böhmen-Mährens militära styrka.
Cirka 7000 soldater varav 15 generaler var med i Vládni Vojska. Styrkan var indelad i 12 bataljoner.
Man ägnade sig främst åt vakttjänst och ceremoniella uppgifter.
1944 i maj sändes större delen av Vládni Vojska till Italien för byggnadsarbeten. Strider mot italienska partisaner förekom.
omkring 10 % av soldaterna deserterade. Många soldaters kontraktstid tog slut hösten 1944 och många förnyade den inte.

## Militära grader
| 1939-40            | 1940-45            | Motsvarighet i Wehrmacht (Heer) |
| ------------------ | ------------------ | ------------------------------- |
| Vojín              | Střelec            | Schütze                         |
| Svobodník          | Svobodník          | Gefreiter                       |
| Desátník           | Desátník           | Obergefreiter                   |
| Četař              | Četař              | Unteroffizier                   |
| Rotný              | Rotný              | Unterfeldwebel                  |
| Rotmistr           | Strážmistr         | Feldwebel                       |
| Štábní rotmistr    | Vrchní strážmistr  | Oberfeldwebel                   |
| Praporčík          | Štábní strážmistr  | Stabsfeldwebel                  |
| Poručík            | Poručík            | Leutnant                        |
| Nadporučík         | Nadporučík         | Oberleutnant                    |
| Kapitán            | Hejtman            | Hauptmann                       |
| Štábní kapitán     | Hejtman I. třídy   | -                               |
| Major              | Major              | Major                           |
| Podplukovník       | Podplukovník       | Oberstleutnant                  |
| Plukovník          | Plukovník          | Oberst                          |
| Generál III. třídy | Generál III. třídy | Generalmajor                    |
| Generál II. třídy  | Generál II. třídy  | Generalleutnant                 |
| Generál I. třídy   | Generál I. třídy   | General                         |

Källa: 